# Thời tiết (Apple)
Thời tiết là một ứng dụng di động được cài đặt sẵn trên iPod Touch và iPhone kể từ năm 2008. Nó đã gắn bó với iOS kể từ iPhone OS 1.

## Chức năng
Ứng dụng cho phép người dùng xem thời tiết của một số thành phố được chọn. Các vị trí có thể được thêm vào bằng cách nhấn vào biểu tượng danh sách và biểu tượng dấu cộng cho phép người dùng nhập tên thành phố, mã ZIP hoặc mã bưu điện hay mã sân bay. Vị trí có thể được xóa bằng cách chạm vào biểu tượng danh sách và vuốt sang trái trên vị trí mà người dùng muốn xóa.
Ứng dụng Thời tiết trong iOS 8 đã được cập nhật để sử dụng The Weather Channel làm nguồn cung cấp thông tin về thời tiết (thay vì Yahoo Weather). Kể từ tháng 3 năm 2019, Yahoo đã kết thúc hỗ trợ cho ứng dụng Thời tiết trên iOS 7 trở về trước.
Từ phiên bản iOS 10 trở lên, ứng dụng có thể bị xóa khỏi màn hình chính nếu người dùng muốn. Kể từ iOS 12, thông tin về thời tiết có thể được hiển thị trên màn hình khóa của thiết bị iOS sau khi báo thức được đặt bởi tính năng "Lịch trình ngủ" của thiết bị tắt.